# Seznam památkových rezervací na Slovensku
Toto je seznam památkových rezervací na Slovensku.

## Městské památkové rezervace
| Číslo | Vyhlášena | Město            | Počet památek |
| ----- | --------- | ---------------- | ------------- |
| 1     | 1950      | Banská Štiavnica | 215           |
| 2     | 1950      | Bardejov         | 131           |
| 3     | 1950      | Kežmarok         | 256           |
| 4     | 1950      | Kremnica         | 116           |
| 5     | 1950      | Levoča           | 363           |
| 6     | 1950      | Prešov           | 254           |
| 7     | 1950      | Spišská Kapitula | 24            |
| 8     | 1950      | Spišská Sobota   | 77            |
| 9     | 1954      | Bratislava       | 268           |
| 10    | 1955      | Banská Bystrica  | 199           |
| 11    | 1981      | Nitra            | 23            |
| 12    | 1983      | Košice           | 501           |
| 13    | 1987      | Trenčín          | 113           |
| 14    | 1987      | Trnava           | 143           |
| 15    | 1987      | Žilina           | 57            |
| 16    | 1990      | Svätý Jur        | 25            |
| 17    | 1991      | Podolínec        | 63            |
| 18    | 1995      | Štiavnické Bane  | 23            |

## Památkové rezervace lidové architektury
| Číslo | Vyhlášena | Město          | Počet památek |
| ----- | --------- | -------------- | ------------- |
| 1     | 1977      | Čičmany        | 36            |
| 2     | 1977      | Podbiel        | 56            |
| 3     | 1977      | Vlkolínec      | 75            |
| 4     | 1977      | Ždiar          | 183           |
| 5     | 1979      | Špania Dolina  | 83            |
| 6     | 1981      | Osturňa        | 157           |
| 7     | 1981      | Sebechleby     | 89            |
| 8     | 1981      | Veľké Leváre   | 25            |
| 9     | 1983      | Brhlovce       | 25            |
| 10    | 1990      | Plavecký Peter | 28            |